# Niall McGinn
Niall McGinn (Dungannon, 1987. július 20. –) északír válogatott labdarúgó, a Dundee játékosa.
Az Északír válogatott tagjaként részt vett a 2016-os Európa-bajnokságon.

## Sikerei, díjai
- Derry City
  - Ír ligakupa (1): 2008

- Celtic
  - Skót kupa (1): 2010–11

- Aberdeen
  - Skót ligakupa (1): 2013–14